# جيمس جونسون (مصارع رياضي)
جيمس جونسون (بالإنجليزية: James Johnson) هو مصارع رياضي أمريكي، ولد في 7 أبريل 1954 في كوكاتو في الولايات المتحدة.

## وصلات خارجية
- جيمس جونسون على موقع قاعدة بيانات المصارعة الدولية (الإنجليزية)
- جيمس جونسون على موقع أوليمبيديا (الإنجليزية)